# Roswell McClelland
Roswell Dunlop McClelland (* 25. Januar 1914 in Santa Clara, Kalifornien; † 6. Mai 1995 in Springdale, Arkansas) war ein US-amerikanischer Flüchtlingshelfer und Diplomat.
McClelland wirkte während der Zeit des Nationalsozialismus in leitenden Funktionen für das American Friends Service Committee und das War Refugee Board in Europa. Dabei half er zahlreichen verfolgten Juden. Nach dem Zweiten Weltkrieg arbeitete er im diplomatischen Dienst. Zuletzt war er als Botschafter in Niger tätig.

## Leben

### Frühe Jahre
Roswell McClellands Eltern waren Ross St. John McClelland und Alys M. Mitchell. Seine Mutter starb, als er eineinhalb Jahre alt war. Er wuchs zunächst bei verschiedenen Verwandten und Freunden der Familie auf und ging schließlich unter anderem in England und der Schweiz auf Internatsschulen. Anfang der 1930er Jahre besuchte er Italien und Deutschland, wo er Zeuge einer Hitler-Rede wurde. McClelland schloss 1936 sein Studium an der Duke University als Bachelor ab. Im Jahr 1938 heiratete er Marjorie Miles. Er absolvierte 1940 die Columbia University mit dem Master-Titel.
Seine Ehefrau war Quäkerin. Roswell McClelland erhielt ein Stipendium der Quäker, um für seine geplante Dissertation in einem Voltaire-Archiv in Genf zu forschen. Der beginnende Zweite Weltkrieg vereitelte diese Pläne.

### Tätigkeit für das American Friends Service Committee
Roswell und Marjorie McClelland gingen im August 1940 für die Quäker-Hilfsorganisation American Friends Service Committee (AFSC) nach Europa. Nach einem Monat in Lissabon bauten sie ein Büro für Flüchtlingshilfe in Rom auf. Die von ihnen geleitete Einrichtung musste im August 1941 schließen.

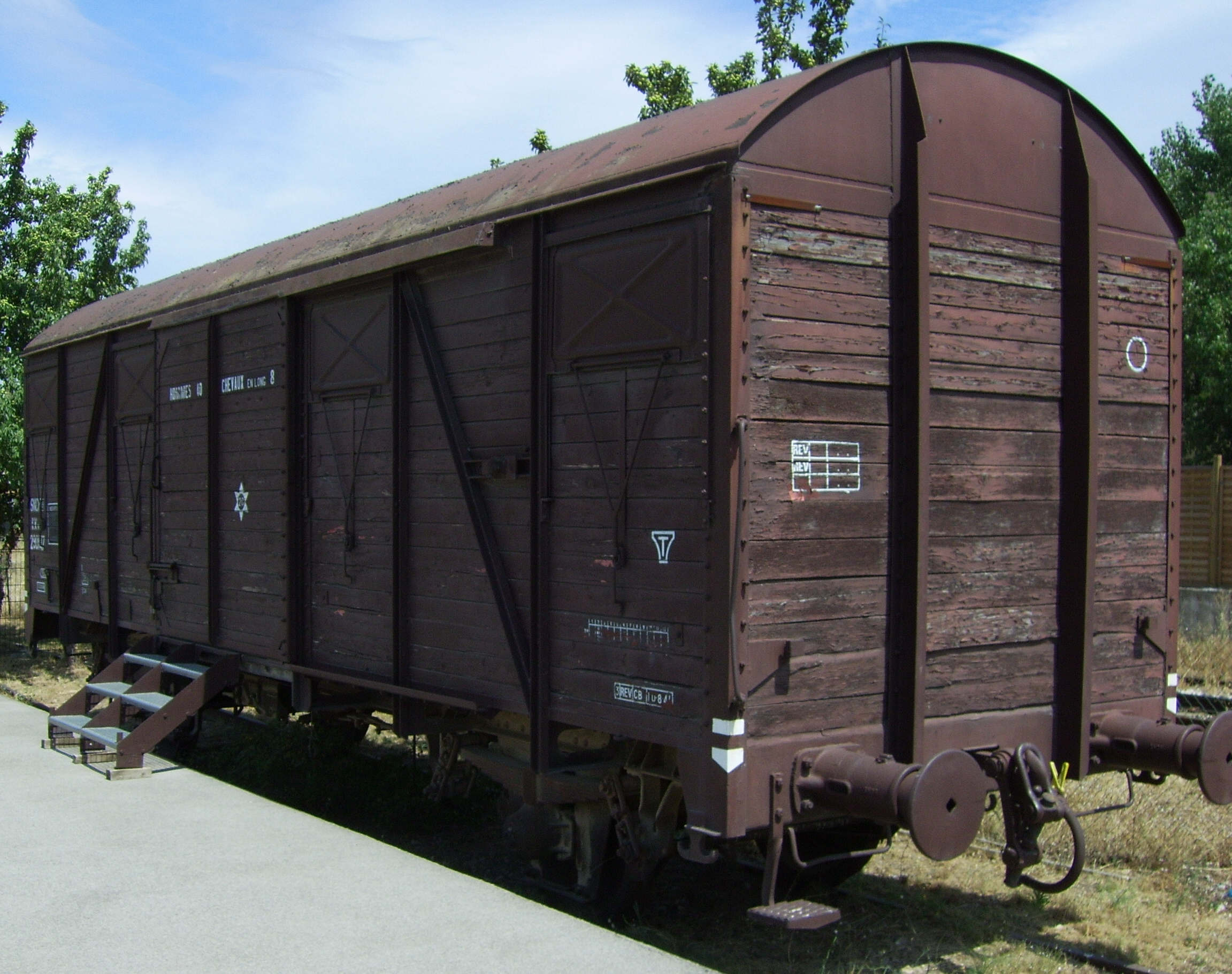
Viehtransporter zum Abtransport von Juden in Les Milles (2013)

Die McClellands übersiedelten nach Marseille, wo sie für ein noch bestehendes AFSC-Büro arbeiteten. Roswell McClelland organisierte unter anderem ein Hilfsprojekt für die Insassen des Internierungslagers Les Milles. Er schloss Freundschaft mit seinem Landsmann Noel Field, der in Marseille für das Unitarian Service Committee, eine Hilfsorganisation mit ähnlichen Zielen, tätig war. Später sollte er Fields gefährliche Hilfsaktionen in Frankreich unter anderem mit der Vermittlung von Geldern unterstützen. Im Spätsommer 1942 zogen die McClellands nach Genf, wo sie gemeinsam die Leitung des dortigen AFSC-Büros übernahmen. Das erste von vier Kindern des Paars wurde im Februar 1943 geboren.

### Tätigkeit für das War Refugee Board
Roswell McClelland wurde im April 1944 der für die Schweiz zuständige Direktor der US-Regierungsstelle War Refugee Board, die Opfern des Nationalsozialismus, besonders jüdischen Flüchtlingen, helfen sollte. Er galt dafür als besonders qualifiziert, da er mehrere Sprachen beherrschte und in Europa aufgewachsen war. McClelland hatte anfänglich gezögert, die Stelle anzunehmen, da sich sein Dienstort in Bern befand, während seine Familie weiterhin in Genf lebte. Schließlich entschloss er sich zu pendeln. Seine Frau führte das Genfer AFSC-Büro alleine weiter.
Eines seiner ersten Projekte für das War Refugee Board war die Verwaltung eines Zehn-Millionen-Dollar-Fonds für Hilfsaktivitäten des Internationalen Roten Kreuzes. Zu dem auf Initiative des Jüdischen Weltkongresses eingerichteten Fonds hatte neben den Vereinigten Staaten das Vereinigte Königreich beigetragen. Zu den Problemen dabei gehörte die schlechte Verfügbarkeit von Gütern, die in neutralen Staaten für Hilfspakete gekauft werden mussten, sowie kriegsbedingte Schwierigkeiten bei der Einfuhr in die Schweiz. Im Sommer 1944 leistete das War Refugee Board selbst die Finanzierung, die Verpackung und den Versand von eigenen 300.000 Lebensmittelpaketen.
Die Koordination mit den zahlreichen in der Schweiz tätigen Hilfsorganisationen für Flüchtlinge gestaltete sich für McClelland als zeitaufwendig. Für die Aktivitäten der DELASEM, die Juden in Italien half, ermöglichte er den Zugriff auf ein 100.000-US-Dollar-Konto des Joint Distribution Committee. Hilfsmaßnahmen für Juden in Ungarn, für die ebenfalls Vertreter einer entsprechenden Organisation gemeinsam mit McClelland Pläne schmiedeten, ließen sich hingegen nicht realisieren. Um die finanzielle Unterstützung der verschiedenen Gruppen seitens des War Refugee Board zu ermöglichen, musste er ein den chaotischen Umständen angemessenes Buchhaltungssystem aufsetzen.
Roswell McClelland war ein Ansprechpartner für viele jüdische Flüchtlinge, die seine Unterstützung bei der Rettung ihrer gefährdeten Verwandten suchten. Er war für das Vorhaben verantwortlich, 5000 Visa für die Ausreise in die Vereinigten Staaten an Flüchtlingskinder zu vergeben, die nach dem 1. Januar 1944 in der Schweiz ankamen. Dies sollte vor allem jüdischen Kindern zugutekommen, die bislang nach Frankreich geflüchtet waren, jedoch verweigerte Vichy-Frankreich allen jüdischen Kindern die legale Ausreise in die Schweiz. McClellands Vorschlag, das Visa-Projekt auf Kinder auszudehnen, die bereits vor 1944 in die Schweiz gekommen waren, wurde abgelehnt. Das Kontingent konnte bei weitem nicht ausgeschöpft werden, wenn auch letztlich an einige hundert aus Frankreich in die Schweiz weitergeflüchtete jüdische Kinder US-Visa ausgegeben werden konnten.
George Mandel-Mantello, der Erste Sekretär des Generalkonsulats von El Salvador in Genf, stellte für verfolgte Juden in Ungarn Tausende salvadorianische Nationalitätsbescheinungen aus. El Salvador hatte in Ungarn selbst keine diplomatische Vertretung. McClelland bemühte sich darum, dass El Salvador bei der Schweiz anfragte, ob diese die Salvadorianer in Ungarn mitvertrat, auch wenn er selbst den Nutzen von Mandel-Mantellos Aktivitäten hinterfragte. Er kritisierte ebenso von ihm als solche wahrgenommene Unzulänglichkeiten der Organisation Schweizerisches Rotes Kreuz, Kinderhilfe.
Eine herzliche Freundschaft verband ihn hingegen mit dem Schweizer Unternehmer Saly Mayer, der sich auf vielen Fronten für verfolgte Juden einsetzte. Formal hatte McClelland die Aufsicht über Mayers Aktivitäten mit USA-Bezug. Im November 1944 kam es im Hotel Savoy in Zürich zu einem Geheimtreffen von Mayer und McClelland mit SS-Obersturmbannführer Kurt Becher, der im Auftrag Heinrich Himmlers für die Freilassung von Juden Gegenleistungen erpresste. Der Grund für die ungewöhnliche Begegnung lag darin, dass Becher als Ausweis der Legitimität Mayers einen Vertreter der Alliierten bei dem Treffen dabei haben wollte. Für McClelland war die Zusammenkunft, zu der er sich erst nach dem Krieg öffentlich bekannte, potenziell gefährlich, da ihm Verhandlungen mit Deutschen verboten waren.
McClelland spielte eine wichtige Rolle bei der Verbreitung der Auschwitz-Protokolle, authentischer Berichte aus dem KZ Auschwitz-Birkenau, deren Echtheit er trotz für ihn unklarer Autorenschaft nicht in Zweifel zog. Er besorgte persönlich deren Übersetzung aus dem Deutschen ins Englische, rechnete die darin angeführten Kalkulationen nach und verbesserte deren sprachliche Klarheit und Wirkungskraft. Er sandte die Protokolle an die Zentrale des War Refugee Board nach Washington, D.C., wobei er aufgrund logistischer Schwierigkeiten zunächst nur eine Zusammenfassung verschickte, bevor er die vollständigen Dokumente übermitteln konnte. Infolgedessen wurde eine Bombardierung der Eisenbahnstrecken zu den Konzentrationslagern erwogen, die letztlich von Kriegsstaatssekretär John McCloy als zu gefährlich abgelehnt wurde.
Im Frühjahr 1945 verbrachte Roswell McClelland viel Zeit damit, das Fortkommen von Flüchtlingen aus dem KZ Bergen-Belsen und dem KZ Theresienstadt zu planen. Sein letztes großes Projekt für das War Refugee Board bestand darin, wie bis dahin überlebende KZ-Insassen bis zur Befreiung am Leben erhalten werden konnten. Am 31. Juli 1945 beendete er mit einem umfangreichen Abschlussbericht seine Tätigkeit für das War Refugee Board.

### Im diplomatischen Dienst
Nach einem Urlaub im August 1945 begann Roswell McClelland für den Auslandshilfsdienst der amerikanischen Gesandtschaft in Bern zu arbeiten. Die McClellands verließen die Schweiz 1949 und gingen zunächst nach Washington, D.C., wo Roswell McClelland beim Außenministerium der Vereinigten Staaten beschäftigt war. Im Zuge dessen war er von 1953 bis 1957 in Madrid tätig.
McClelland wirkte von 1960 bis 1964 als stellvertretender Leiter der Botschaft der Vereinigten Staaten in Dakar in Senegal. Noch 1960 war er rund fünf Wochen lang interimistischer Geschäftsträger der Botschaft. Zu seinem Wirkungskreis zählten neben Senegal Gambia und Mauretanien. Seine nächste Station war 1965 Rhodesien, wo er zur Zeit der umstrittenen Unabhängigkeitserklärung des Landes als amerikanischer Generalkonsul in Salisbury tätig war. Ab 1967 arbeitete McClelland als stellvertretender Leiter der US-Botschaft in Athen in Griechenland, zuletzt – von Januar 1969 bis Januar 1970 – als Geschäftsträger. Gegenüber dem herrschenden Regime der Obristen vertrat er eine zurückhaltend-konservative Haltung.

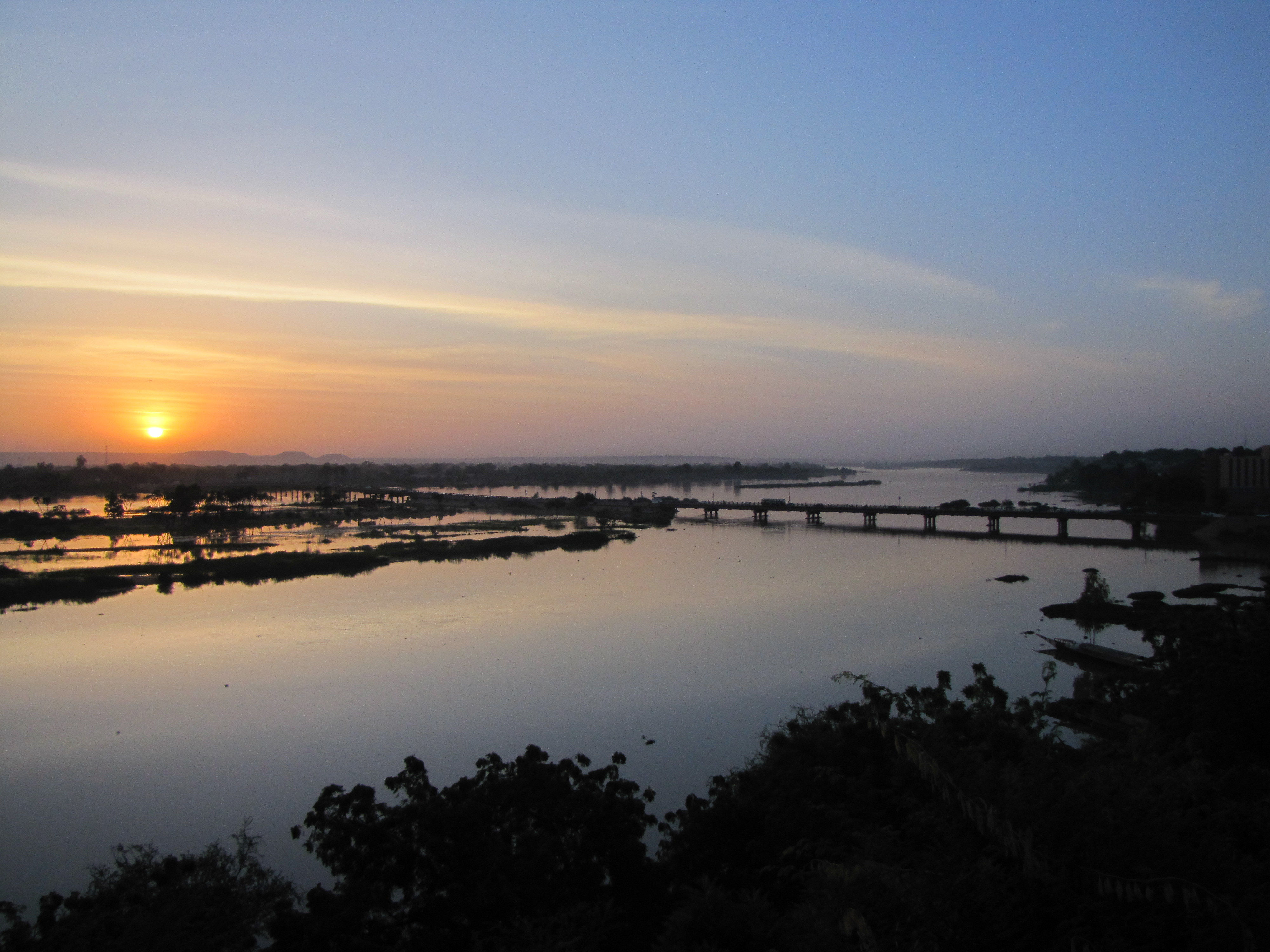
Kennedybrücke über den Niger (2010)

Roswell McClelland wurde 1970 als Nachfolger von Samuel Clifford Adams Jr. Botschafter der Vereinigten Staaten in Niger. Während seiner Amtszeit wurde die Kennedybrücke eröffnet, die erste Brücke über den Niger in der Hauptstadt Niamey, die von den Vereinigten Staaten geplant und finanziert worden war. Er blieb bis 1973 Botschafter und wurde von Douglas Heck abgelöst. Damit beendete er seine diplomatische Laufbahn.

## Dokumente
Die Büropapiere von Roswell McClelland werden in der Franklin D. Roosevelt Presidential Library aufbewahrt. Die Roswell and Marjorie McClelland papers, private Unterlagen des Ehepaars, sind Teil des United States Holocaust Memorial Museum.
Claude Lanzmann interviewte Roswell McClelland als Zeitzeugen für seinen Dokumentarfilm Shoah (1985). Die Aufnahmen, die keinen Eingang in den fertigen Film fanden, überließ der Regisseur als Teil der Claude Lanzmann Shoah Collection dem United States Holocaust Memorial Museum.